# Sportjahr 2008
Liste der Sportjahre

◄◄ | ◄ | 2004 | 2005 | 2006 | 2007 | Sportjahr 2008 | 2009 | 2010 | 2011 | 2012 | ► | ►►

Weitere Ereignisse   · Olympische Spiele

## American Football
- 3. Februar – Die New York Giants gewinnen Super Bowl XLII in Glendale, Arizona, gegen die New England Patriots mit 17:14.
- 5. Juli – Die Swarco Raiders Tirol gewinnen Eurobowl XXII gegen die Raiffeisen Vikings Vienna mit 28:24.
- 12. Juli – Die Berlin Adler gewinnen das Endspiel um den EFAF Cup gegen die Parma Panthers mit 29:0.
- 27. September – Die Braunschweig Lions gewinnen den German Bowl XXX in der Commerzbank-Arena, Frankfurt, gegen die Kiel Baltic Hurricanes mit 20:14.

## Badminton
Höhepunkte des Badmintonjahres 2008 waren das olympische Badmintonturnier, der Thomas Cup und der Uber Cup. Vom 12. bis zum 20. April wurde im dänischen Herning die Europameisterschaft im Badminton ausgetragen. Im Einzel gewinnen Peter Gade, Dänemark, bei den Herren und die Deutsche Xu Huaiwen bei den Damen. Den Teamwettbewerb kann Dänemark für sich entscheiden und so mit drei Goldmedaillen auch den Medaillenspiegel klar vor England anführen.

### BWF Super Series
| Veranstaltung              | Herreneinzel     | Dameneinzel    | Herrendoppel                         | Damendoppel                  | Mixed                                       |
| -------------------------- | ---------------- | -------------- | ------------------------------------ | ---------------------------- | ------------------------------------------- |
| Malaysia Super Series      | Lee Chong Wei    | Tine Rasmussen | Markis Kido Hendra Setiawan          | Yang Wei Zhang Jiewen        | He Hanbin Yu Yang                           |
| Korea Open Super Series    | Lee Hyun-il      | Zhou Mi        | Fu Haifeng Cai Yun                   | Du Jing Yu Yang              | Lee Yong-dae Lee Hyo-jung                   |
| All England Super Series   | Chen Jin         | Tine Rasmussen | Jung Jae-sung Lee Yong-dae           | Lee Hyo-jung Lee Kyung-won   | Zheng Bo Gao Ling                           |
| Swiss Open Super Series    | Lin Dan          | Xie Xingfang   | Jung Jae-sung Lee Yong-dae           | Yang Wei Zhang Jiewen        | He Hanbin Yu Yang                           |
| Singapore Super Series     | Lee Chong Wei    | Tine Rasmussen | Zakry Abdul Latif Fairuzizuan Tazari | Du Jing Yu Yang              | Nova Widianto Liliyana Natsir               |
| Indonesia Super Series     | Sony Dwi Kuncoro | Zhu Lin        | Zakry Abdul Latif Fairuzizuan Tazari | Vita Marissa Liliyana Natsir | Zheng Bo Gao Ling                           |
| Japan Super Series         | Sony Dwi Kuncoro | Wang Yihan     | Lars Paaske Jonas Rasmussen          | Cheng Shu Zhao Yunlei        | Muhammad Rizal Vita Marissa                 |
| China Masters Super Series | Sony Dwi Kuncoro | Zhou Mi        | Markis Kido Hendra Setiawan          | Cheng Shu Zhao Yunlei        | Xie Zhongbo Zhang Yawen                     |
| Denmark Super Series       | Peter Gade       | Wang Lin       | Markis Kido Hendra Setiawan          | Wong Pei Tty Chin Eei Hui    | Joachim Fischer Nielsen Christinna Pedersen |
| French Super Series        | Peter Gade       | Wang Lin       | Markis Kido Hendra Setiawan          | Du Jing Yu Yang              | He Hanbin Yu Yang                           |
| China Open Super Series    | Lin Dan          | Jiang Yanjiao  | Jung Jae-sung Lee Yong-dae           | Zhang Yawen Zhao Tingting    | Lee Yong-dae Lee Hyo-jung                   |
| Hong Kong Super Series     | Chen Jin         | Wang Chen      | Jung Jae-sung Lee Yong-dae           | Zhang Yawen Zhao Tingting    | Xie Zhongbo Zhang Yawen                     |
| Super Series Finale        | Lee Chong Wei    | Zhou Mi        | Koo Kien Keat Tan Boon Heong         | Chin Eei Hui Wong Pei Tty    | Thomas Laybourn Kamilla Rytter Juhl         |

## Baseball
- 27. September – In der Finalserie um die deutsche Meisterschaft besiegen die Regensburg Legionäre die Mannheim Tornados mit 3:2 Spielen und erringen damit ihren ersten Deutschen Meistertitel

- 29. Oktober – In der 104. Auflage des Finales der MLB besiegen die Philadelphia Phillies die Tampa Bay Rays mit 4:1 Spielen.

## Beachsoccer
- 17. Juli bis 27. Juli – In Marseille wird die 4. Beachsoccer-Weltmeisterschaft ausgetragen. Im Endspiel schlägt Brasilien Italien mit 5:3. Das Spiel um den dritten Platz entscheidet Portugal knapp mit 5:4 gegen Spanien für sich.

## Behindertensport
- Im März gründen acht Mannschaften die Blindenfußball-Bundesliga. Die Liga wird von der Sepp-Herberger-Stiftung unterstützt und steht unter Schirmherrschaft des ehemaligen deutschen Fußballnationalspielers Uwe Seeler. Ausgerichtet wird die Liga durch den Deutschen Behindertensportverband (DBS) mit Unterstützung durch den Deutschen Blinden- und Sehbehindertenverband.

## Bobsport
- 11. Februar bis 24. Februar – In Altenberg, Deutschland findet parallel zur Skeleton-Weltmeisterschaft 2008 die 58. Bob-Weltmeisterschaft statt. Das deutsche Team kann alle vier Entscheidungen für sich entscheiden. Die weiteren Medaillen gehen an Russland, Kanada und die USA.

## Curling
- 22. März bis 30. März – In Vernon, (British Columbia), Kanada wird die Curling-Weltmeisterschaft der Frauen ausgetragen. Gastgeber Kanada bezwingt im Finale China mit 7:4. Die Schweiz gewinnt im Spiel um Bronze gegen Japan mit 9:7.
- 5. April bis 13. April – Im US-amerikanischen Grand Forks wird die Curling-Weltmeisterschaft der Männer ausgetragen. Kanada besiegt im Finale Schottland mit 6:3. Den dritten Platz sichert sich Norwegen durch ein 8:3 über China.
- 22. September bis 27. September – In Kitzbühel findet die 4. Curling-Mixed-Europameisterschaft statt. Deutschland besiegt im Finale Tschechien mit 5:3. Bronze gewinnt Schweden.
- 6. Dezember bis 13. Dezember – In Örnsköldsvik (Schweden) findet die Europameisterschaft im Curling statt. Bei den Männern gewinnt Schottland vor Norwegen und Deutschland. Das Frauenturnier gewinnt die Schweiz vor Schweden und Dänemark.

## Darts
- 17. Dezember 2007 bis 1. Januar – Im Alexandra Palace in London wird die 15. Darts-Weltmeisterschaft der PDC ausgetragen. Der Kanadier John Part besiegt im Endspiel Kirk Shepherd aus England mit 7:2.
- 5. Januar bis 13. Januar – Im englischen Frimley Green wird die 31. Darts-Weltmeisterschaft der BDO abgehalten. Mark Webster aus Wales gewinnt das Turnier der Männer durch ein 7:5-Finalsieg über Simon Whitlock aus Australien. Die Weltmeisterschaft der Frauen gewinnt Anastasia Dobromislova aus Russland im Finale gegen die Engländerin Trina Gulliver.

## Eishockey
- 4. April bis 13. April – In Harbin, China findet die 11. Eishockey-Weltmeisterschaft der Frauen statt. Die USA besiegt im Finale Kanada mit 4:3. Die finnischen Frauen gewinnen Bronze.
- 2. Mai bis 18. Mai – In Kanada findet die 72. Eishockey-Weltmeisterschaft der Herren statt. Russland besiegt im Finale den Gastgeber Kanada nach Verlängerung mit 5:4. Die Bronzemedaille gewinnt Finnland nach einem Sieg über Schweden.

## Eisschnelllauf
- 12. Januar und 13. Januar – 104. Eisschnelllauf-Mehrkampfeuropameisterschaft in Kolomna, Russland. Die Sieger heißen Ireen Wüst bei den Frauen und Sven Kramer aus den Niederlanden.

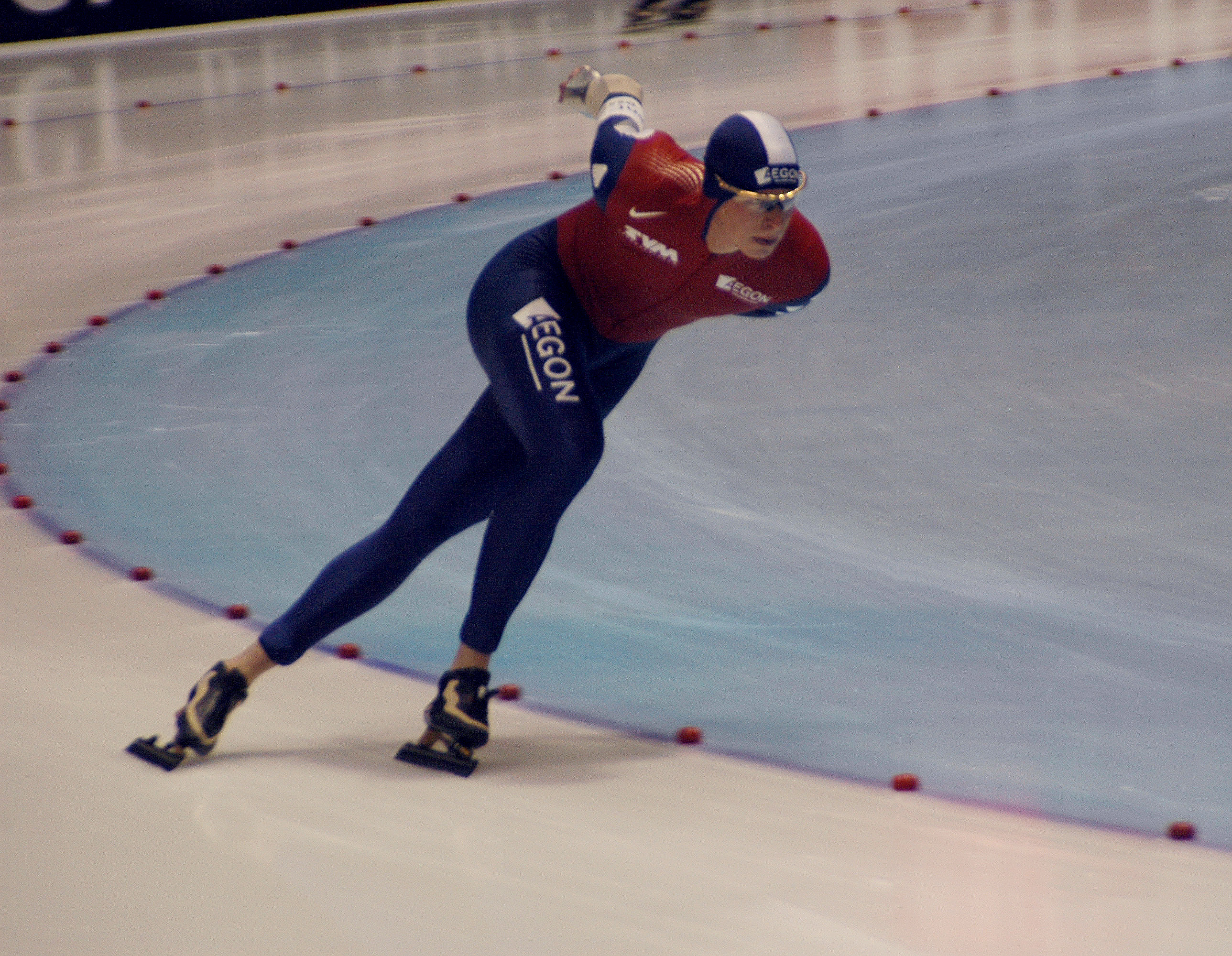
Sven Kramer wird 2008 Mehrkampfeuropameister und -weltmeister und gewinnt drei Titel bei den Einzelstrecken-WM.

- 19. Januar und 20. Januar – 39. Eisschnelllauf-Sprintweltmeisterschaft in Heerenveen. Bei den Frauen entscheidet Jenny Wolf aus Deutschland den Wettbewerb für sich. Den Wettbewerb der Männer entscheidet Lee Kyou-hyuk aus Südkorea für sich.
- 9. Februar und 10. Februar – 102. Eisschnelllauf-Mehrkampfweltmeisterschaft in Berlin. Es gewinnen die Niederländer Paulien van Deutekom bei den Frauen und Sven Kramer bei den Männern.
- 6. März bis 9. März – 11. Eisschnelllauf-Einzelstreckenweltmeisterschaften 2008 im japanischen Nagano. Der Niederländer Sven Kramer wird mit 3 Gold- und einer Silbermedaille erfolgreichster Teilnehmer der Weltmeisterschaften. Auch in der Nationenwertung führt die Niederlande den Medaillenspiegel vor Kanada und Deutschland an.

## Faustball
- 25. Juli bis 27. Juli – In Stuttgart-Stammheim findet die 16. Faustball-Europameisterschaft der Männer statt. Österreich gewinnt im Finale gegen die Schweiz mit 4:2. Bronze holt Deutschland nach einem 4:0 über Italien.
- 27. September und 28. September – In Karlsdorf findet die 10. Faustball-Europameisterschaft der Frauen statt. Die deutsche Mannschaft schlägt im Finale die Schweiz mit 3:2. Bronze geht an Österreich.

## Fechten
- 18. April bis 20. April – Als Organisationsvorbereitung auf die Olympischen Spiele 2008 in China findet in Peking ein Weltmeisterschaftsturnier der Mannschaften im Herrenflorett und Damendegen statt. Bei den Herren gewinnt Italien vor Deutschland, bei den Damen Frankreich vor China.

## Fußball
- 30. April – CF Pachuca aus Mexiko gewinnt den CONCACAF Champions’ Cup 2008 gegen Deportivo Saprissa (Costa Rica).
- Sommer Europameisterschaft in Österreich und der Schweiz. Spanien gewinnt durch ein Tor von Torres 1:0 gegen Deutschland.
- 16. November – Der ägyptische Fußballklub al Ahly Kairo gewinnt die CAF Champions League 2008 nach einem 2:0 und 2:2 über Cotonsport Garoua aus Kamerun.
- 11. Dezember bis 21. Dezember – Japan ist Ausrichter der 5. FIFA-Klub-Weltmeisterschaft. Im Finale gewinnt Manchester United mit 1:0 gegen LDU Quito aus Ecuador.

## Futsal
- 30. September bis 19. Oktober – Die 6. Futsal-Weltmeisterschaft wird in Brasilien ausgetragen. Der Gastgeber aus Brasilien gewinnt das Finale im Sechsmeterschießen gegen Spanien mit 4:3. Italien gewinnt nach einem 2:1 über Russland Bronze.

## Leichtathletik
- 11. Mai – Denis Nischegorodow, Russland, ging die 50 Kilometer in 3:34:14 Stunden.
- 31. Mai – Usain Bolt, Jamaika, lief die 100 Meter in 9,72 Sekunden.
- 6. Juni – Tirunesh Dibaba, Äthiopien, lief die 5000 Meter in 14:11,15 Minuten.
- 12. Juni – Dayron Robles, Kuba, lief die 110 Meter Hürden in 12,87 Sekunden.
- 11. Juli – Jelena Issinbajewa, Russland, sprang mit dem Stab 5,03 Meter.
- 29. Juli – Jelena Issinbajewa, Russland, sprang mit dem Stab 5,04 Meter.
- 16. August – Usain Bolt, Jamaika, lief die 100 Meter in 9,69 Sekunden.
- 17. August – Gulnara Galkina, Russland, lief die 3000 Meter Hindernis in 8:58,81 Minuten.
- 18. August – Jelena Issinbajewa, Russland, sprang mit dem Stab 5,05 Meter.
- 20. August – Usain Bolt, Jamaika, lief die 200 Meter in 19,30 Sekunden.
- 22. August – Jamaika lief die 4 × 100 Meter in 37,10 Sekunden.
- 13. September – Barbora Špotáková, Tschechien, warf den Speer auf 72,28 Meter.
- 28. September – Haile Gebrselassie, Äthiopien, lief den Marathon in 2:03:59 Stunden.

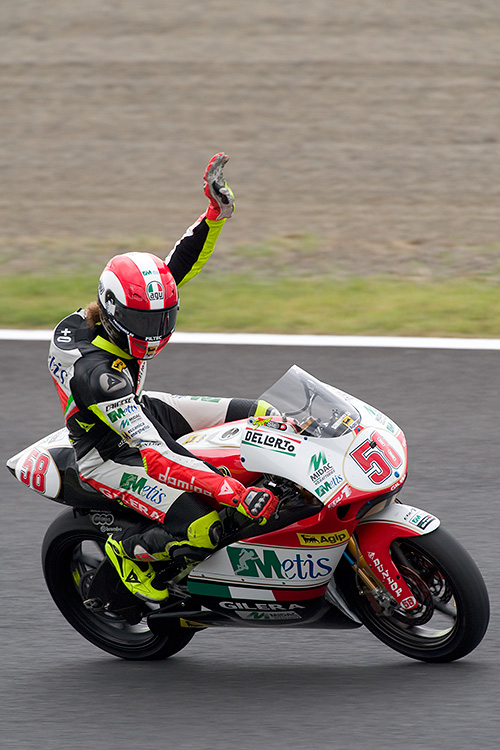
Marco Simoncelli nach seinem Sieg beim Großen Preis von Japan in Motegi.

## Motorradsport

### Motorrad-Weltmeisterschaft
- Motorrad-Weltmeisterschaft 2008

#### MotoGP-Klasse (800 cm³)
- Der Italiener Valentino Rossi gewinnt auf Yamaha vor dem Australier Casey Stoner (Ducati) und dem Spanier Dani Pedrosa (Honda) die Fahrerwertung der MotoGP. Für den 29-Jährigen ist dies der achte WM-Titel seiner Laufbahn. In der Konstrukteurswertung setzt sich Yamaha gegen Ducati und Honda durch.

#### 250-cm³-Klasse
- In der 250-cm³-Klasse gewinnt der 21-jährige Italiener Marco Simoncelli auf Gilera vor dem Spanier Álvaro Bautista (Aprilia) und dem Finnen Mika Kallio (KTM) den WM-Titel. In der Konstrukteurswertung setzt sich Aprilia gegen Gilera und KTM durch.

#### 125-cm³-Klasse
- Den WM-Titel in der Achtelliterklasse gewinnt der 20-jährige Franzose Mike Di Meglio auf Derbi. Zweiter wird der Italiener Simone Corsi, Dritter Gábor Talmácsi aus Ungarn, beide auf Aprilia. In der Konstrukteurswertung siegt Aprilia vor Derbi und KTM.

### Superbike-Weltmeisterschaft
- Der Australier Troy Bayliss gewinnt auf Ducati vor seinem Landsmann Troy Corser und dem Japaner Noriyuki Haga (beide Yamaha) die Fahrerwertung. Für den 39-Jährigen, der seine Karriere am Saisonende beendet, ist dies der dritte WM-Titel seiner Laufbahn in dieser Kategorie. In der Konstrukteurswertung setzt sich Ducati vor Yamaha und Honda durch.

Details: Superbike-Weltmeisterschaft 2008

### Supersport-Weltmeisterschaft
- Der Australier Andrew Pitt gewinnt auf Honda vor dem Briten Jonathan Rea und Joshua Brookes aus Australien (beide ebenfalls Honda) die Fahrerwertung. Für den 32-Jährigen ist dies nach 2001 sein zweiter WM-Titel in dieser Kategorie. In der Konstrukteurswertung setzt sich Honda gegen Yamaha und Suzuki durch.

Details: Supersport-Weltmeisterschaft 2008

## Olympische Sommerspiele
- 24. März – Das olympische Feuer wird in Olympia entzündet.
- 8. August – In Peking, China, werden die Spiele der XXIX. Olympiade eröffnet. 11.126 Sportler von 204 Mannschaften gehen in 302 Wettbewerben in 28 Sportarten an den Start.
- 24. August – Schlussfeier der Spiele in Peking: Erfolgreichste Nation wurde Gastgeber China mit 51 Gold-, 21 Silber- und 28 Bronzemedaillen vor den Vereinigten Staaten (36-38-36) und Russland (23-21-28).

## Ringen
- 23. Februar – Der KSV Köllerbach wird nach dem Sieg über den 1. Luckenwalder SC deutscher Mannschaftsmeister 2007/08.
- 1. April bis 6. April – Im finnischen Tampere finden die Europameisterschaften im Ringen statt. Russland wird in allen drei Stilarten griechisch-römisch, Freistil und Frauen erfolgreichste Nation.

## Schach

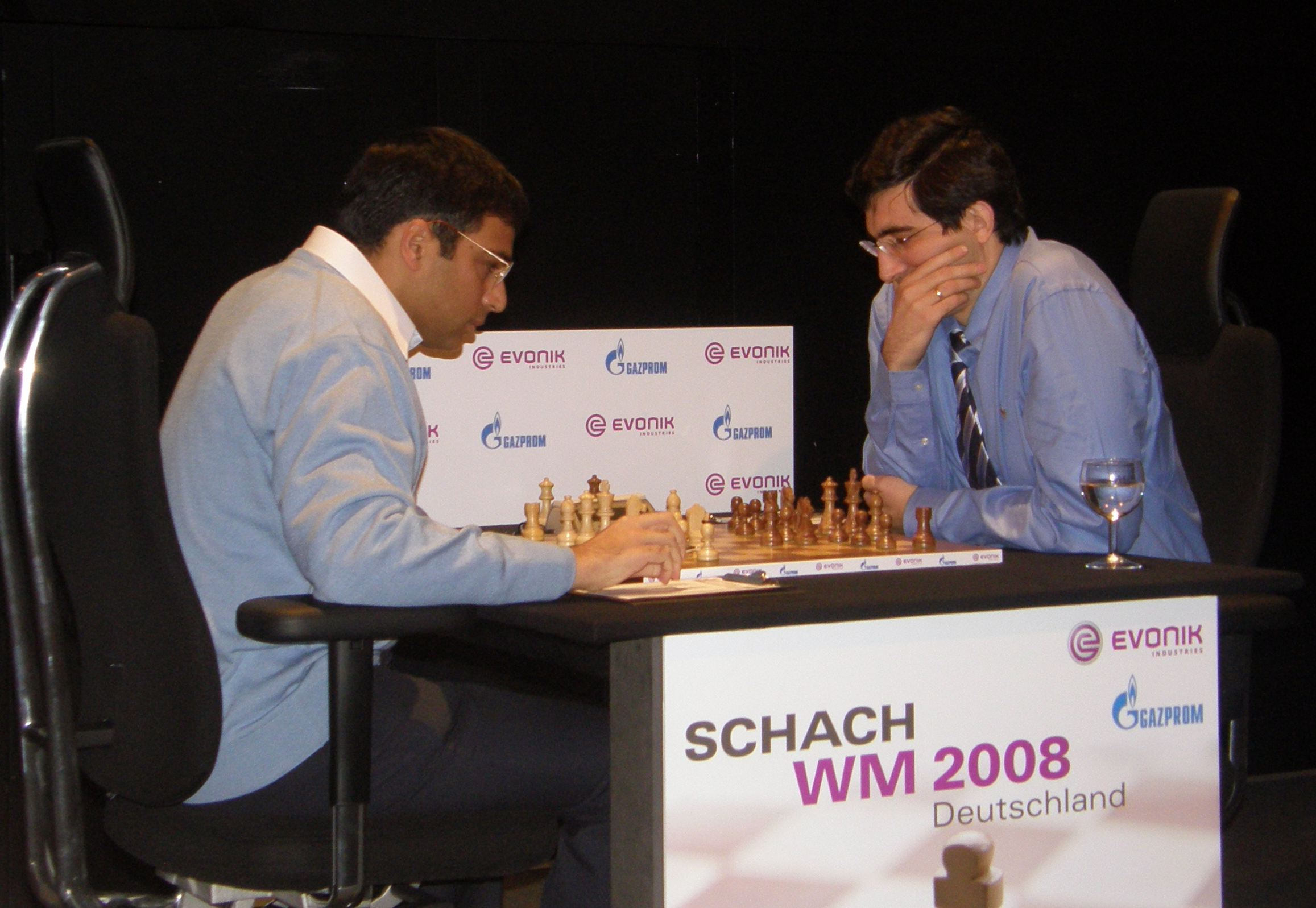
Schachweltmeisterschaft 2008 in Bonn

- 14. Oktober bis 29. Oktober – In Bonn findet die Schachweltmeisterschaft 2008 statt. Titelverteidiger Viswanathan Anand, Indien, besiegt Wladimir Kramnik aus Russland mit 6½ : 4½ Punkten nach elf von zwölf möglichen Partien.
- 12. November bis 25. November – In Dresden findet die 38. Schacholympiade der FIDE statt. Sieger des Mannschaftsturnieres wird Armenien vor Israel und den USA. Den Gaprindashvilicup für das beste kombinierte Ergebnis der Männer- und Frauenmannschaften eines Landes gewann die Ukraine.

## Tennis

### Grand-Slam-Turniere
- Australian Open
- French Open
- Wimbledon
- US Open

### World Tour Finals
- Tennis Masters Cup
- WTA Championships
- World Team Cup

### Weitere Turniere
- Fed-Cup
- Hopman-Cup

## Zauberwürfel
- 6. Dezember – Der Finne Ville Seppänen stellt im Blindfold Cubing (Lösen des Zauberwürfels mit verbundenen Augen) mit 48,05 Sekunden einen neuen Weltrekord auf.

## Geboren
- 04. Januar: Tina Erzar, slowenische Skispringerin
- 04. Januar: Rayssa Leal, brasilianische Skateboarderin
- 25. Januar: Mariam Kareem, Leichtathletin aus den Vereinigten Arabischen Emiraten

- 09. Februar: Jekaterina Bryttschenko, russische Billardspielerin

- 01. März: Hayley Hoy, eswatinische Schwimmerin
- 10. März: Francesco Camarda, italienischer Fußballspieler
- 19. März: Máximo Quiles, spanischer Motorradrennfahrer
- 28. März: Kenaz Kaniwete, kiribatischer Leichtathlet

- 26. Juni: Darja Andrejewna Sadkowa, russische Eiskunstläuferin

- 07. Juli: Sky Brown, britische Skateboarderin

- 02. Oktober: Nera Tiebwa, kiribatische Judoka
- 09. Oktober: Vincent Zeidler, österreichischer Fußballspieler

## Gestorben

### Januar
- 02. Januar: Nikolai Pusanow, sowjetisch-russischer Biathlet und Olympiasieger (* 1938)
- 08. Januar: Sarah Stewart, britische Schwimmerin (* 1911)
- 09. Januar: Erna Sondheim, deutsche Fechterin (* 1904)
- 11. Januar: Edmund Hillary, neuseeländischer Bergsteiger (* 1919)
- 11. Januar: Hugo Ziermann, deutscher Leichtathlet (* 1924)
- 13. Januar: Hermann Blazejezak, deutscher Leichtathlet (* 1912)
- 13. Januar: Klaus Reschke, deutscher Sportschütze (* 1953)
- 14. Januar: Bjørn Paulson, norwegischer Leichtathlet (* 1923)
- 17. Januar: Bobby Fischer, US-amerikanisch-isländischer Schachgroßmeister (* 1943)
- 22. Januar: Helge Hansen, dänischer Radrennfahrer (* 1925)

### Februar
- 02. Februar: Heinrich Dahlinger, deutscher Handballspieler (* 1922)
- 06. Februar: Tony Rolt, britischer Automobilrennfahrer, Entwickler und Offizier (* 1918)
- 09. Februar: Alfred Altenburger, Schweizer Eisschnellläufer (* 1923)
- 10. Februar: Emilio Mendogni, italienischer Motorradrennfahrer (* 1932)
- 11. Februar: Carolina Tronconi, italienische Turnerin (* 1913)
- 16. Februar: Oreste Grossi, italienischer Ruderer (* 1912)
- 16. Februar: Vittorio Lucarelli, italienischer Fechter (* 1928)
- 21. Februar: Emmanuel Sanon, haitianischer Fußballspieler (* 1951)
- 27. Februar: Ernst Hiller, deutscher Motorradrennfahrer (* 1928)
- 29. Februar: Ralph Hansch, kanadischer Eishockeytorwart (* 1924)
- 29. Februar: Philip Rabinowitz, südafrikanischer Leichtathlet (* 1904)

### März
- 05. März: Elfriede Kaun, deutsche Leichtathletin (* 1914)
- 07. März: Howard Wing, chinesischer Radrennfahrer (* 1916)
- 08. März: Jay Thomas Evans, US-amerikanischer Ringer (* 1931)
- 26. März: Einar Jónsson, isländischer Badmintonspieler (* 1913)

### April
- 04. April: Walentina Litujewa, sowjetisch-russische Leichtathletin (* 1930)
- 08. April: Cornelis Wijdekop, niederländischer Kanute (* 1914)
- 12. April: Cecilia Colledge, britische Eiskunstläuferin (* 1920)
- 20. April: Dogura Asa, japanische Leichtathletin (* 1914)
- 22. April: Heinrich Ratjen, deutscher Leichtathlet (* 1918)
- 29. April: Chuck Daigh, US-amerikanischer Automobilrennfahrer (* 1923)

### Mai
- 01. Mai: Paulo Amaral, brasilianischer Fußballspieler und -trainer (* 1923)
- 03. Mai: Martin Finnegan, irischer Motorradrennfahrer (* 1979)
- 04. Mai: Roger Aeschlimann, Schweizer Radrennfahrer (* 1923)
- 06. Mai: Florence MacDonald, US-amerikanische Leichtathletin (* 1909)
- 09. Mai: Sinan Sofuoğlu, türkischer Motorradrennfahrer (* 1982)
- 15. Mai: Robert Dunlop, britischer Motorradrennfahrer (* 1960)
- 20. Mai: Harald Hein, deutscher Fechtsportler (* 1950)
- 30. Mai: Boris Schachlin, sowjetischer Turner (* 1932)

### Juni
- 07. Juni: Roelof Koops, niederländischer Eisschnellläufer (* 1909)
- 11. Juni: Miroslav Dvořák, tschechoslowakischer Eishockeyspieler (* 1951)
- 11. Juni: Adam Ledwoń, polnischer Fußballspieler (* 1974)
- 22. Juni: Edi Schild, Schweizer Skilangläufer (* 1919)
- 24. Juni: Wiktor Kuskin, russischer Eishockeyspieler (* 1940)
- 26. Juni: Günter Dohrow, deutscher Leichtathlet und Handballspieler (* 1927)

### Juli
- 12. Juli: Reinhard Fabisch, deutscher Fußballspieler und -trainer (* 1950)
- 13. Juli: Sven Davidson, schwedischer Tennisspieler (* 1928)
- 15. Juli: Stefan Csorich, polnischer Eishockeyspieler und -trainer (* 1921)
- 15. Juli: Juri Michailow, sowjetischer Eisschnellläufer und Olympiasieger (* 1930)

### August
- 01. August: Guido Santin, italienischer Ruderer (* 1911)
- 04. August: Craig Jones, britischer Motorradrennfahrer (* 1985)
- 07. August: Léon De Lathouwer, belgischer Radrennfahrer (* 1929)
- 14. August: Pierre Marsan, monegassischer Sportschütze (* 1916)
- 15. August: Thor Pedersen, norwegischer Ruderer (* 1924)
- 23. August: Walter Steffens, deutscher Kunstturner (* 1908)
- 26. August: Edip Sekowitsch, jugoslawisch-österreichischer Boxer (* 1958)
- 28. August: Phil Hill, US-amerikanischer Formel-1-Rennfahrer (* 1927)

### September
- 01. September: Carl Kaufmann, deutscher Leichtathlet (* 1936)
- 20. September: Wilhelm Heidel, rumänischer Feldhandballspieler (* 1916)
- 28. September: Athos Tanzini, italienischer Fechter (* 1913)
- 00. September: Hans Fischer, deutscher Motorradrennfahrer (* 1936)

### Oktober
- 01. Oktober: Detlef Lewe, deutscher Kanute (* 1939)
- 02. Oktober: Anna Hagemann, deutsche Leichtathletin (* 1919)
- 10. Oktober: Alexei Prokurorow, russischer Skilangläufer und Olympiasieger (* 1964)
- 11. Oktober: Ted Pollock, kanadischer Badmintonspieler (* 1920)
- 14. Oktober: Pat Moss, britische Rallyefahrerin (* 1934)
- 17. Oktober: Dieter Stappert, österreichischer Journalist und Teammanager im Motorsport (* 1942)
- 18. Oktober: Paul Nixon, US-amerikanischer Radrennfahrer (* 1914)

### November
- 09. November: Anton Huiskes, niederländischer Eisschnellläufer und Eisschnelllauftrainer (* 1928)
- 11. November: Gebhard Poltera, Schweizer Eishockeyspieler (* 1923)
- 13. November: Bill Miller, US-amerikanischer Leichtathlet (* 1912)
- 19. November: Carole Caldwell Graebner, US-amerikanische Tennisspielerin (* 1943)
- 20. November: Baldassarre Monti, italienischer Motorradrennfahrer (* 1961)
- 22. November: Erhart Krumpholz, deutscher Motorradrennfahrer (* 1912)

### Dezember
- 14. Dezember: Ricardo Infante, argentinischer Fußballspieler (* 1924)
- 19. Dezember: Sam Tingle, rhodesischer Automobilrennfahrer (* 1921)
- 20. Dezember: Igor Trubezkoi, französischer Sportler russischer Abstammung (* 1912)
- 22. Dezember: Asakuma Yoshirō, japanischer Leichtathlet (* 1914)
- 26. Dezember: Eberhard Kneissl, österreichischer Skirennläufer (* 1916)
- 29. Dezember: Rudi Michel, deutscher Sportjournalist (* 1921)
- 31. Dezember: Hernán Oelckers, chilenischer Skirennläufer (* 1925)

### Datum unbekannt
- Werner Christen, Schweizer Hürdenläufer und Sprinter (* 1914)